# Nic Nicosia
Nic Nicosia (* 1951 in Dallas, Texas) ist ein US-amerikanischer Fotograf und Videokünstler.
Nic Nicosia studierte Radio, Film und Fernsehen an der North Texas State University in Denton. Nach dem Abschluss 1974 war er bei verschiedenen Projekten tätig. Mit einem Darlehen von seinem Vater, einem Zahnarzt, eröffnete er einen Laden für Fotokameras in Denton. Er lernte viel von seinen Kunden, einige von ihnen studierten Fotografie. Nicosia schrieb sich Ende der 1970er Jahre in eine Graduiertenklasse in Nord Texas ein. Er nutzt Freunde, Familie und professionelle Models, um das Leben in den amerikanischen Vorstädten zu thematisieren.
Mit dem Video Middletown (1997) kehrte er zurück zum Film.
Nicosia wurde 1984 mit dem Preis der Louis Comfort Tiffany Foundation und 2010 mit einem Guggenheim-Stipendium ausgezeichnet. Er nahm an zahlreichen Ausstellungen teil, darunter 1992 an der documenta IX in Kassel.